# Codice Fejérváry-Mayer

Prima pagina del codice Fejérváry-Mayer

Il Codice Fejérváry-Mayer è un codice azteco del Messico centrale. È uno dei rari manoscritti preispanici sopravvissuti alla conquista spagnola del Messico. Come un tipico codice del calendario Tonalamatl che tratta del sacro calendario azteco - il Tonalpohualli - è collocato nel gruppo di codici Borgia. Si tratta di un almanacco divinatorio in 17 sezioni. La sua elaborazione è tipicamente pre-colombiana ed è realizzato in pergamena piegata a fisarmonica in 23 pagine. Misura 16,2 per 17,2 centimetri ed è lungo 3,85 metri.

## Storia
La prima storia del codice è sconosciuta. Prende il nome da Gabriel Fejérváry (1780-1851), un collezionista ungherese, e Joseph Mayer (1803-1886), un antiquario inglese che acquistò il codice da Fejérváry. Nel 2004 Maarten Jansen e Gabina Aurora Pérez Jiménez proposero di dargli il nome indigeno "Codex Tezcatlipoca", dal nome  Nahuatl del dio Tezcatlipoca (che viene mostrato, con strisce facciali nere e gialle, al centro della prima pagina), anche se non è certo che i suoi creatori fossero Nahua.
Si trova attualmente conservato al Museo del mondo di Liverpool in Inghilterra, con il numero di catalogo # 12014 M. Si trova nel Volume 26 della serie Codices Selecti dell'Akademische Druck - u. Verlagsanstalt - Graz. Si crede sia stato realizzato a Veracruz.